# 9e armée (France)
Pour les articles homonymes, voir 9e armée.
La 9e armée française est une unité de l'armée de terre française qui a combattu durant la Première et la Seconde Guerre mondiale.

## Création et différentes dénominations
- 29 août 1914 : création du détachement d'armée Foch
- 5 septembre 1914 : renommée 9e armée
- 5 octobre 1914 : dissolution
- 23 décembre 1917 : création du commandement supérieur du Nord (C.S.N.)
- 19 avril 1918 : le C.S.N. devient Détachement d’armée du Nord (D.A.N.)
- 6 juillet 1918 : recréation de la 9e armée
- 20 août 1918 : dissolution
- 15 octobre 1939 : nouvelle formation de la 9e armée à partir du détachement d'armée des Ardennes
- juillet 1940 : dissolution

## Les chefs de la9earmée
- 29 août - 5 octobre 1914 : général Foch
- 6 juillet - 7 août 1918 : général de Mitry

- 15 octobre 1939 - 15 mai 1940 : général Corap
- 15 mai - 19 mai 1940 : général Giraud

## Première Guerre mondiale

### Composition au 6 septembre 1914
- 9e corps d'armée
- 11e corps d'armée
- Corps de cavalerie de l’ESPEE :

6e division de cavalerie
9e division de cavalerie

### Historique des opérations

#### 1914
- 29 août 1914 : constitution, au cours de la retraite, dans la région Saint-Erme, Guignicourt, puis replis successifs
- 6 au 10 septembre : engagement dans la première bataille de la Marne : bataille des marais de Saint-Gond
- 13 septembre : engagement dans la première bataille de l’Aisne
- 23 au 27 septembre : combats particulièrement violents aux abords de Reims

#### 1917
- 23 décembre 1917 : constitution du commandement supérieur du Nord et occupation d’un secteur vers Nieuport : actions locales

#### 1918
- 10 février 1918 : travaux en arrière du front
- 31 mars : à l’ouest d’Amiens (de la Somme aux lignes avancées du G.M.P.)
- 19 avril : dissolution, le même jour constitution du Détachement d’armée du Nord avec les unités françaises envoyées dans les Flandres lors de l’offensive allemande du 9 avril sur le front britannique, dans la région d’Armentières lors de la bataille de la Lys.
- 25 avril perte du mont Kemmel, violents combats vers Locre puis stabilisation du front de la région de Fontaine-Houck au nord de l’étang de Dickebusch.
- mai et juin violents combats dans la région de Locre ; fin juin retrait du front.
- 6 juillet le D.A.N. devient la 9e armée
- 17 juillet 1918, introduction de la 9e armée sur le front entre Festigny-les-Hameaux à droite et Vaux à gauche, puis engagement dans la deuxième bataille de la Marne : offensive vers la Marne, atteinte le 20 juillet.
- 25 juillet : retrait du front
- 20 août : dissolution

## Seconde Guerre mondiale

### Drôle de guerre
La 9e armée est recréée le 15 octobre 1939 à partir du détachement d'armée des Ardennes, et est sous la direction du groupe d'armées n° 1. La 9e armée conserve des lacunes dans les services et unités organiques et son état-major reste d'un niveau moyen, ce qui diminue l'influence de ses relations avec les états-majors supérieurs (GA1, QGQ). Sous le commandement du général Corap, elle occupe une région dont le front à défendre est situé entre Trélon, en liaison avec la 1re armée, et Pont-à-Bar (Donchery) où commence le secteur de la 2e armée; ce front couvre les trouées de Rocroi et Anor puis s'appuie notamment sur la Meuse entre Revin et Pont-à-Bar, excepté pour la tête de pont de Charleville-Mézières. Cette tête de pont bénéficie des fortifications les plus solides du secteur de la 9e armée; ailleurs elles sont relativement faibles. L'attention au cours de la drôle de guerre se porte sur l'amélioration des organisations défensives entre Trélon et Rocroi mais la population, non évacuée, contrarie les travaux.
Dans l'hypothèse Escaut retenue en octobre 1939, la 9e armée doit rester sur cette position, et sa cavalerie doit avancer en Belgique jusqu'à la Meuse pour ralentir l'avance ennemie et au-delà du fleuve (en Ardenne) pour effectuer des découvertes. Est envisagé pour un deuxième temps, en cas de circonstances favorables, une avancée de l'armée sur la Meuse jusqu'au sud de Namur, pour assurer le flanc droit de l'avancée des Alliés sur la ligne Anvers – Namur.
En novembre 1939, le plan Dyle est également adopté. Dans celui-ci, la 9e armée doit directement s'aligner sur la Meuse de Pont-à-Bar à Namur, en envoyant une couverture de cavalerie vers l'ouest, en Ardenne. Sur le front que devra défendre la 9e armée n'est attendu qu'un effort secondaire des Allemands par le commandement français. Le mouvement de l'armée vers la Meuse doit s'effectuer de nuit, pendant quatre nuits, soit être installé au cinquième jour, et encore un à deux jours supplémentaires pour bénéficier d'une mise en place correcte de l'artillerie,. La cavalerie se déplaçant de jour doit occuper la Meuse dès la première journée et, celle-ci suffisamment tenue, mener une action retardatrice avec les forces de couverture belges en Ardenne. Corap s'oppose d'abord à cette manœuvre : il n'estime pas disposer de moyens (équipements et grandes unités) suffisants et craint que certaines de ses unités n'aient pas le temps nécessaire pour s'installer sur la Meuse. Les instructions de la 9e armée à ses unités ne sont finalement approuvées que fin décembre, mais les faiblesses de l'armée demeurent.
À partir de janvier 1940, la 9e armée dispose de trois corps d'armée, de gauche à droite :
- le XLIe corps d'armée de forteresse, avec deux divisions :
  - la 102e division d'infanterie de forteresse, défendant la Meuse sur 40 km entre Pont-à-Bar et Anchamps[2],[6], elle n'est donc pas concernée par la manœuvre Dyle. En tant que division de forteresse, sa valeur est estimée moitié moindre que celle d'une division d'infanterie classique[6].
  - la 61e division d'infanterie, de série B, elle défend la position de résistance nationale entre Rocroi et Signy-l'Abbaye et doit se porter selon la manœuvre Dyle sur la Meuse entre Anchamps et Vireux-Molhain, soit 30 km de front[2],[6]. Elle n'est pas entièrement dotée en matériel antichars et de déplacement[6].
- le XIe corps d'armée, avec deux divisions pour défendre 40 km de front[2] :
  - la 22e division d'infanterie, de série A, stationnant dans la région de Maubert-Fontaine. Elle n'a pas de compagnie divisionnaire antichar et ses moyens de déplacements sont lacunaires, ses moyens de liaisons n'existent pas. Dans le plan Dyle, elle doit aller défendre la Meuse entre Givet et Hastière, soit un mouvement de 50 km[6].
  - la 18e division d'infanterie, de série A. Elle manque également de moyens de déplacements et n'a que la moitié de ses canons antichars de 25 mm. Dans la manœuvre Dyle, elle doit parcourir 70 km pour aller occuper le front de la Meuse entre Hastière et Anhée[6].
- le IIe corps d'armée, avec une seule division :
  - la 5e division d'infanterie motorisée, d'active et stationnant vers Guise. Seule division en grande partie motorisée de la 9e armée, elle doit défendre 16 km de la Meuse entre Dave et Anhée à 150 km de sa position initiale[6].

L'armée possède en réserve deux divisions d'infanterie :
- la 53e division d'infanterie, de série B, stationnant vers Novion-Porcien – Launois-sur-Vence depuis avril 1940. Elle est susceptible d'intervenir au profit de la 102e DIF[6],[7].
- la 4e division d'infanterie nord-africaine d'active qui stationne vers Trélon – Anor. Dans l'exécution du plan Dyle, elle doit aller se tenir à 40 km de là, en réserve vers Philippeville, en arrière de l'aile gauche de la 9e armée[6].

Pour sa couverture de cavalerie, l'armée a, à partir de mars 1939, deux divisions légères de cavalerie et une brigade qui doivent former des groupements avec les groupes de reconnaissance des corps d'armée et des divisions d'infanterie de l'armée. La manœuvre prévue, en Ardenne au-delà de la Meuse, se termine à partir du mois de mars. Une fois sa mission accomplie, la cavalerie passera en réserve :
- 4e division légère de cavalerie, déployée dans la région de Trélon. Elle doit occuper en premier la Meuse de Dave à Yvoir puis mener une découverte vers Stavelot et Malmedy[9].
- 1re division légère de cavalerie, dispersée entre Givet, Fumay, Rocroi et Tournes. Elle doit gagner la Meuse entre Houx et Hastière et découvrir la direction de Vielsalm et Houffalize[9].
- 3e brigade de spahis, déployée dans la tête de pont de Charleville. Elle doit assurer la liaison avec la cavalerie de la 2e armée sur la Semois[9].

### Organigramme
Au 10 mai 1940 :

XLIe corps d'armée de forteresse :
- 102e division d'infanterie de forteresse
- 61e division d'infanterie

XIe corps d'armée :
- 22e division d'infanterie
- 18e division d'infanterie

IIe corps d'armée :
- 5e division d'infanterie motorisée

Réserve :

- 53e division d'infanterie
- 4e division d'infanterie nord-africaine
- 4e division légère de cavalerie
- 1re division légère de cavalerie
- 3e brigade de spahis

Infanterie
- 445e régiment de pionniers
- 446e régiment de pionniers
- 481e régiment de pionniers coloniaux

Chars de combat
- groupe de bataillons de chars 518
- 6e bataillon de chars de combat
- 32e bataillon de chars de combat
- 33e bataillon de chars de combat

Artillerie
- 308e régiment d'artillerie portée
- 355e régiment d'artillerie lourde portée
- 361e régiment d'artillerie lourde portée
- 604e batterie antichar